# José Clemente Orozco

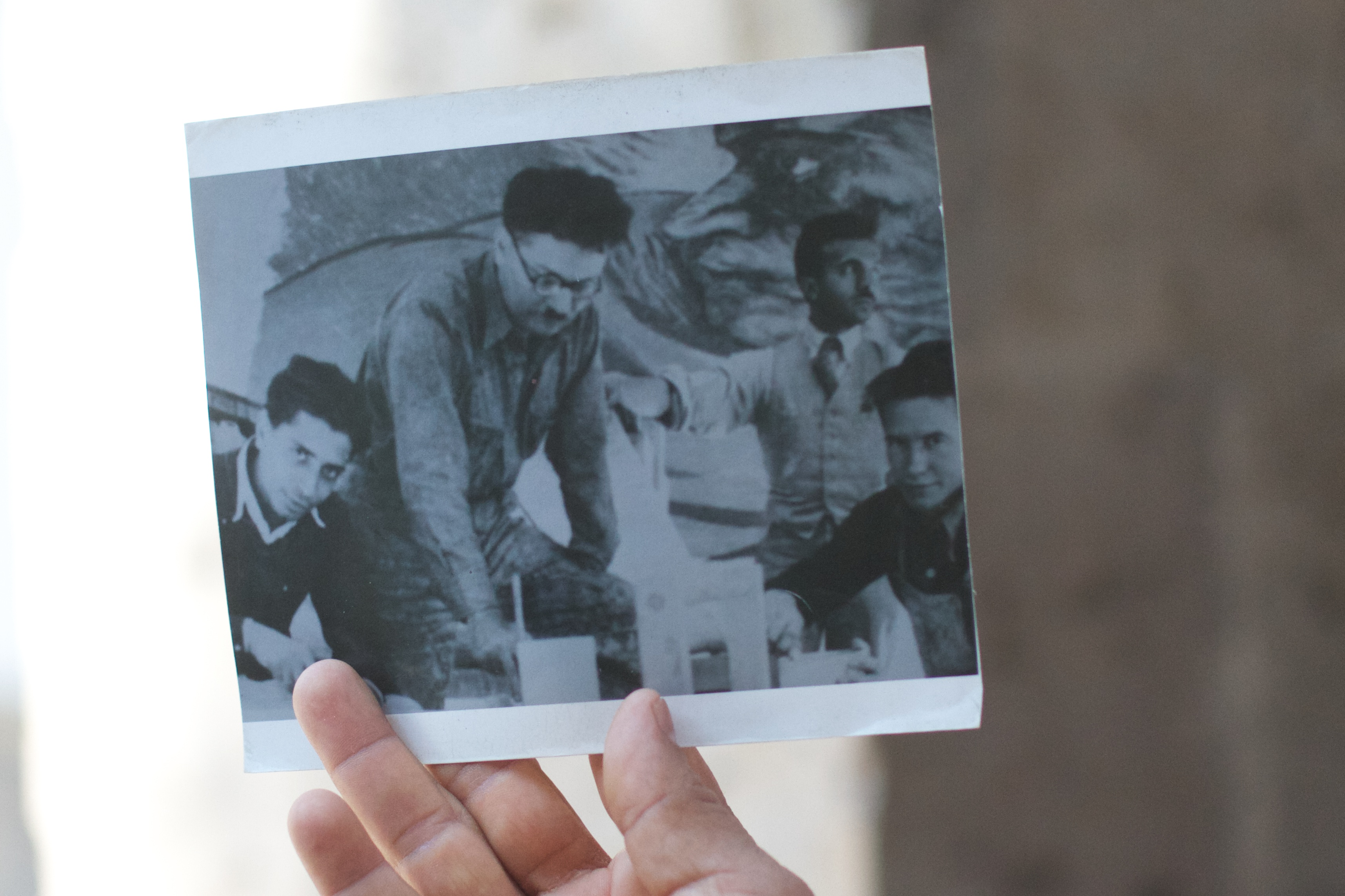
José Clemente Orozco

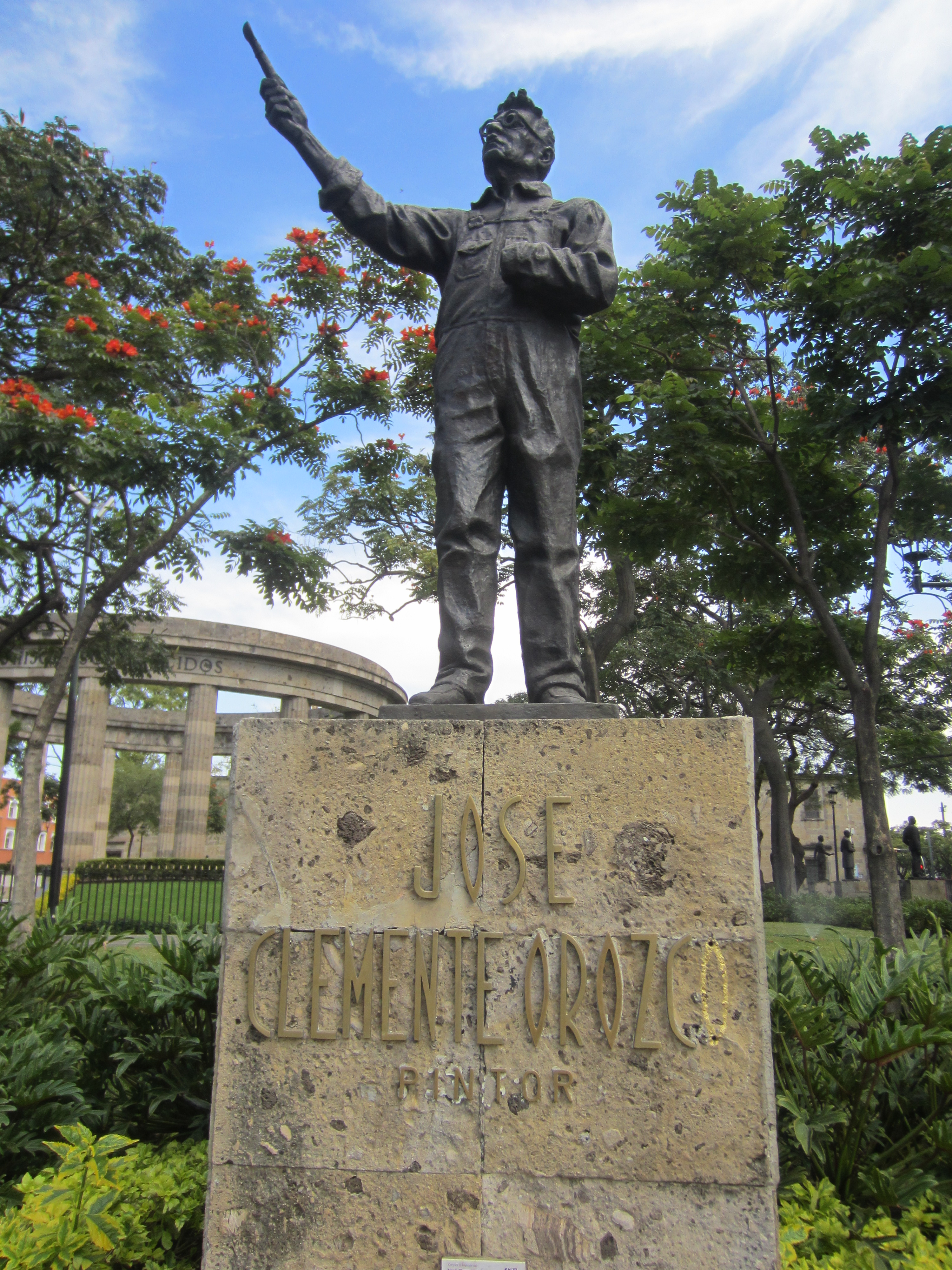
José Clemente Orozco

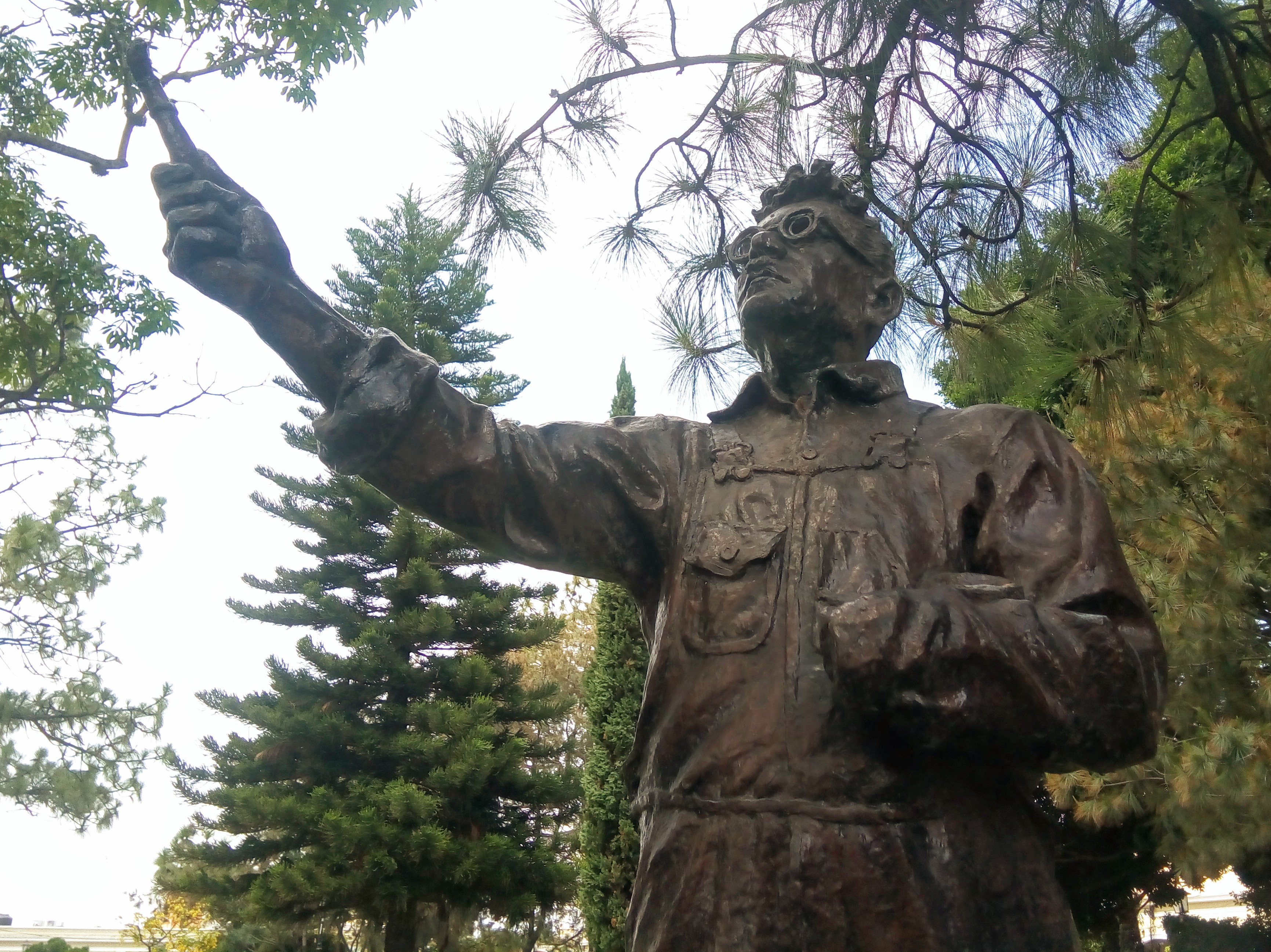
Orozco, escultura de Rafael Zamarripa

José Clemente Ángel Orozco Flores (Ciudad Guzmán, Jalisco, 23 de noviembre de 1883-Ciudad de México, 7 de septiembre de 1949) fue uno de los tres mayores artistas del muralismo mexicano, junto con Diego Rivera y David Alfaro Siqueiros. Orozco fue dibujante, caricaturista,pintor (en mural y en formato menor o de caballete) y artista gráfico (hizo litografías y grabados en metal). “Su obra se inscribe dentro de la corriente expresionista” del siglo XX. Se suele considerar a Orozco como “un humanista de sentido moderno” que representa al ser humano “en la lucha contra el destino, contra el ambiente que lo amenaza, contra la sociedad”. Con una frecuente “inclinación hacia lo grotesco”, pero también pintando “una representación bien visible de lo sublime”, Orozco abordó asuntos como la Conquista de México, la Independencia y la Revolución Mexicana, la tecnología moderna del siglo XX, el autoritarismo y la mitología, entre otros.
Graduado de la Escuela Nacional de Agricultura, Orozco estudió también matemáticas y dibujo arquitectónico. 
La obra de Orozco fue declarada monumento histórico (actualmente, monumento artístico) en un decreto expedido el 15 de diciembre de 1959 por el presidente Adolfo López Mateos en el Diario Oficial de la Federación. La razón es que la obra de Orozco tiene méritos excepcionales dentro de la plástica mexicana, y a partir de ese entonces el Estado mexicano debe brindarle una protección especial.
En 2010 el MoMA presentó una gran retrospectiva de su obra, siendo la tercera a un artista mexicano y la sexta a un latinoamericano después de Diego Rivera (1931), Cándido Portinari (1940), Roberto Matta (1957), Manuel Álvarez Bravo (1997) y Armando Reverón (2007).

## Biografía
Cuando José Clemente Orozco tenía dos años, su familia se mudó de Zapotlán (hoy Ciudad Guzmán) a Guadalajara y después a la Ciudad de México. Cerca de su casa había una imprenta en donde se hacían los grabados de José Guadalupe Posada, ahí conoció su obra y sus grabados lo llevaron a interesarse por la pintura. Las primeras lecciones de color las obtuvo observando a Posada trabajar en el taller de su editor Vanegas Arroyo; cuando regresaba de la escuela se detenía a observarlo por minutos y de ahí surgieron sus primeros impulsos por trazar figuras. Orozco se inscribió en la Academia de Bellas Artes de San Carlos a tomar clases nocturnas de dibujo.
En 1897 lo enviaron a estudiar a la Escuela Nacional de Agricultura, que estaba en esa época en el Convento de San Jacinto (en San Ángel, Ciudad de México), y aunque Clemente no estaba interesado en la agricultura, logró ganar dinero dibujando mapas topográficos.
En 1904, mientras hacía experimentos con pólvora, Orozco sufrió una explosión en la que se dañó tanto la mano izquierda que tuvieron que amputársela hasta la muñeca.
En 1906, Orozco empezó a colaborar como dibujante y caricaturista en la revista El Mundo Ilustrado y en el periódico El Imparcial. Después pasaría a las publicaciones El Ahuizote, Don Panchito, El Malora, La Vanguardia, El Machete, El Heraldo, Azul, Orbeal y L’ABC, donde criticaría “con ácida burla” a sus modelos, que iban desde Francisco I. Madero hasta Victoriano Huerta, entre muchos otros. “La mayor parte de las caricaturas de Orozco se realizaron entre 1910 y 1917, en 1920 y en 1925.”
Hizo su primera exposición individual en la librería Biblos de la Ciudad de México en 1916. Al año siguiente viajó por Estados Unidos, vivió en San Francisco y en Nueva York pintando carteles.
En el año 1922 se unió a Diego Rivera y a David Alfaro Siqueiros en el Sindicato de Pintores y Escultores, intentando recuperar el arte de la pintura mural bajo el patrocinio del gobierno. En 1926 por encargo de la Secretaría de Educación, pintó en la ciudad de Orizaba el mural Revolución social o La reconstrucción nacional en el edificio que ocupa el palacio municipal.
En 1923 se casó con Margarita Valladares, con quien tuvo tres hijos: Clemente, Alfredo y Lucrecia.
En 1925 pintó un muro en la escalera de la Casa de los Azulejos (hoy Sanborn's) de la Ciudad de México. El mural se titula Omnisciencia y es una alegoría de la Gracia (representada por una mujer fuerte y resplandeciente en el centro), con las figuras de lo masculino y lo femenino a sus lados. De la parte superior bajan unas manos que otorgan a la humanidad unas lenguas de fuego que simbolizan la conciencia, según el historiador Justino Fernández.

## Orozco en Estados Unidos

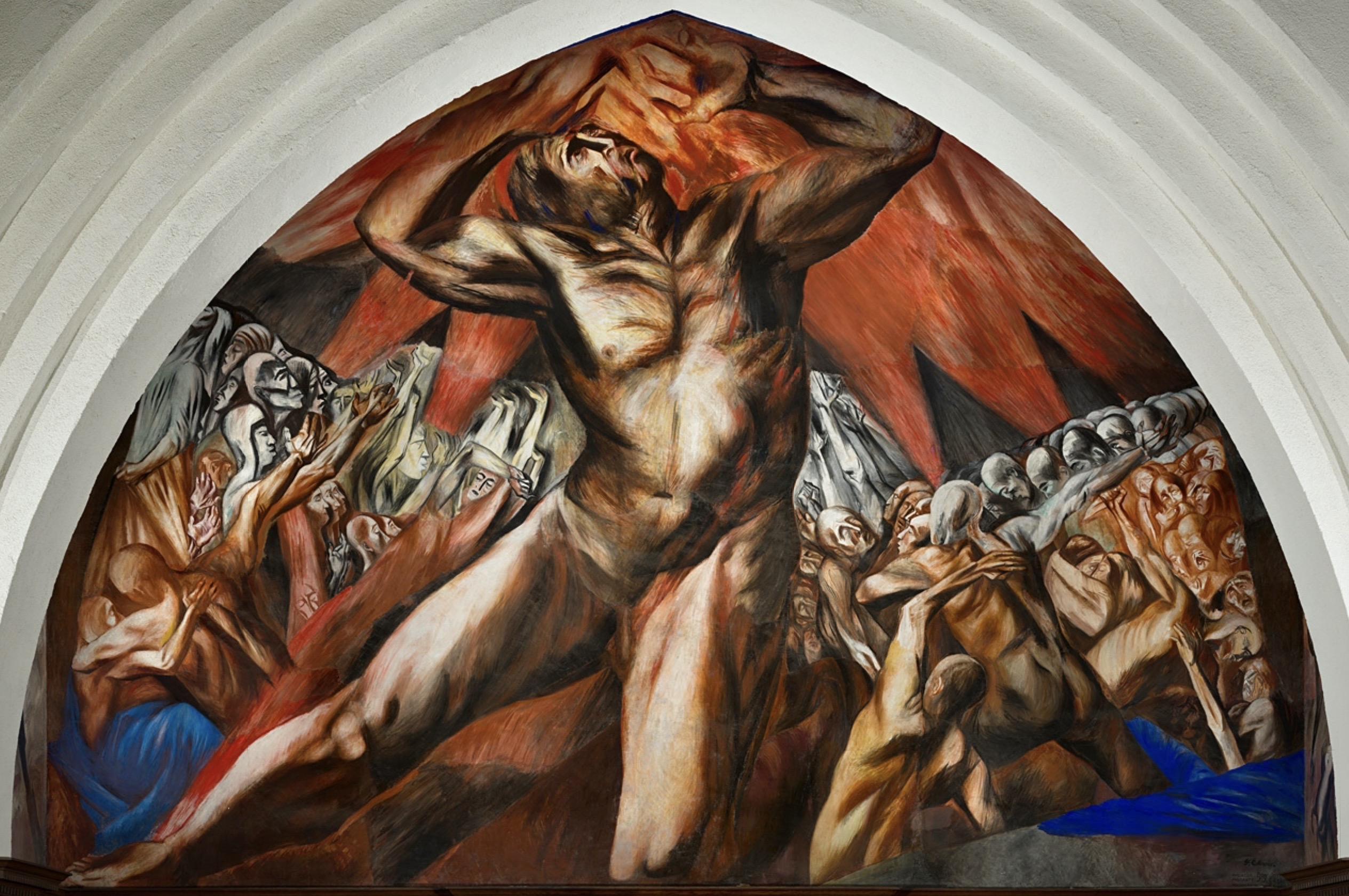
Prometeo del Pomona College (1930)

La segunda etapa de Orozco se inicia a partir de su estancia en los Estados Unidos, en 1927. Allí realizó tres obras murales importantes. En Nueva York, ciudad que visitaba por segunda vez, se dedicó a trabajar y exhibir sus obras. Realizó dibujos sobre escenas de la Revolución y una serie de óleos; Queensboro Bridge, The Curbz, Winter y The Subway, que muestran el carácter deshumanizado y maquinista de la gran urbe.
El historiador de arte José Pijoán gestionó que Orozco decorara en 1930 el Frary Hall del Pomona College en Claremont, California. Aquí realizó uno de los motivos más importantes de su pintura: la figura de Prometeo, héroe mítico que se apodera del fuego divino para entregarlo a los mortales. La figura central del mural del Pomona College es el gran desnudo de Prometeo triunfador que ayudará a los hombres a purificarse.  
En 1930-31, Orozco realizó unos murales en la New School of Social Research de Nueva York. En la decoración de esta última, realizó un verdadero fresco, pues pintó sobre yeso húmedo; fue la primera de este tipo que se hizo en Nueva York.Después fue invitado a impartir clase de técnica del fresco en el Dartmouth College, en Hanover, New Hampshire, donde hizo otros murales de 1932 a 1934.

## Regreso a México
A su regreso a México en 1934, Orozco realizó el gran tablero rectangular del Palacio de Bellas Artes titulado Katharsis, situado frente al de Diego Rivera: El hombre en la encrucijada. Es una representación sangrienta del conflicto violento entre el hombre moderno y el caótico mundo mecanizado que lo rodea y al mismo tiempo lo oprime. 
Gracias a las gestiones del escritor Agustín Yáñez y del exgobernador José Guadalupe Zuno, el gobernador Everardo Topete, del estado de Jalisco, invitó a Orozco a pintar decoraciones en la capital de ese estado. De 1936 a 1939, Orozco realizó tres grandes obras murales en Guadalajara: en la Rectoría de la Universidad de Guadalajara, en el Palacio de Gobierno de Jalisco y en el Hospicio Cabañas.  
En 1936, en la Rectoría de la Universidad de Guadalajara decoró la cúpula y los muros de la plataforma del paraninfo o anfiteatro. En la cúpula pintó una alegoría del hombre, haciendo hincapié en los beneficios de la educación y de la investigación científica.  
En el Palacio de Gobierno de Jalisco, Orozco realizó un mural donde trata un tema histórico. Unificó los muros y la bóveda de la escalera, logrando una especie de tríptico dedicado a la lucha por la liberación de México. Un enorme Miguel Hidalgo es el centro mayor de interés de esta obra, llamada Hidalgo incendiario. 
En cuanto a las pinturas de la capilla del Hospicio Cabañas, hechas entre 1937 y 1939, se ha dicho que significan un compendio de la filosofía humanística de su autor, que parte del origen y desarrollo de América y del mundo. Esta obra monumental consta de 55 frescos alojados en las distintas secciones arquitectónicas de todo el conjunto: una cúpula, un tambor de soporte, las pechinas, ocho bóvedas y catorce paneles, además de varios fragmentos menores de la antigua capilla del siglo XIX, construida según el diseño de Manuel Tolsá. El hombre (a veces llamado El hombre de fuego o El hombre envuelto en llamas), en la cúpula, resume todos los temas tratados, además de ser la apoteosis del tema de Prometeo en la obra de Orozco.
Al terminar los frescos del Hospicio Cabañas, Orozco se instaló en México donde abrió una exposición con los dibujos de bocetos de sus pinturas murales. En 1940, realizó dos obras murales más. Una fue en la biblioteca Gabino Ortiz en Jiquilpan, Michoacán. La otra fue un encargo que le hizo el Museo de Arte Moderno en Nueva York para la exposición "Veinte siglos de arte mexicano". El resultado fue Dive Bomber and Tank. Su tema muestra el gran peligro que tiene encima la humanidad: el fantasma de la guerra.

## Suprema Corte de Justicia de la Nación
En el año de 1941 realiza los frescos de la Suprema Corte de Justicia de la Nación, que consta de cuatro tableros que engloban tres temas principales. En dos tableros se refiere al tema de la justicia; en ellos critica y satiriza la práctica de la justicia, llena de ineptitudes y abusos. La justicia y su práctica se contraponen. El verdadero derecho se abate contra los charlatanes, los demagogos y los políticos que dicen profesar los ideales de libertad y democracia pero actúan en sentido contrario. Otro tema se refiere a las riquezas nacionales; los productos de la tierra, metales preciosos y petróleo están bajo protección de la bandera mexicana y del jaguar, símbolos nacionales. Un tema más se relaciona con los movimientos sociales obreros.

## Últimas obras
En el lapso que va de 1941 a 1944 Orozco se dedicó a la pintura de caballete. En este formato pintó a celebridades como Dolores del Río. Emprendió otra gran obra mural en la bóveda y los muros del coro de la antigua iglesia de Jesús Nazareno (1942-44). Las ideas que plasma ahí se relacionan con el Apocalipsis. En 1943, fue miembro fundador de El Colegio Nacional. Hacia el año 1946, integró junto con Diego Rivera y David Alfaro Siqueiros, la comisión de Pintura Mural del Instituto Nacional de Bellas Artes. En este año recibió el Premio Nacional de Bellas Artes de México. En 1947 expuso en el Palacio de Bellas Artes. 
De regreso en Guadalajara, en 1948 se le encargó la pintura del techo de la Cámara Legislativa. El tema se relaciona con la legislación revolucionaria mexicana y el decreto de Hidalgo para abolir la esclavitud. La figura central es Hidalgo, más sereno y pensativo que el de la escalera de Palacio. Con esta última obra, terminada en 1949, Orozco cierra su labor de muralista, en la que predomina, más que la preocupación épico-histórica, la visión cualitativa del drama humano.
Murió en su casa el 7 de septiembre de 1949 en la Ciudad de México, durante la época en la que trabajaba en los primeros trazos de un mural en el edificio Multifamiliar Presidente Alemán. Ese mismo día se llevó su féretro al Palacio de Bellas Artes y se hizo guardia de honor junto a él. Se declaró luto nacional el 8 y 9 de septiembre. Orozco fue sepultado en la Rotonda de las Personas Ilustres, en la Ciudad de México.

## Legado de la obra de Orozco

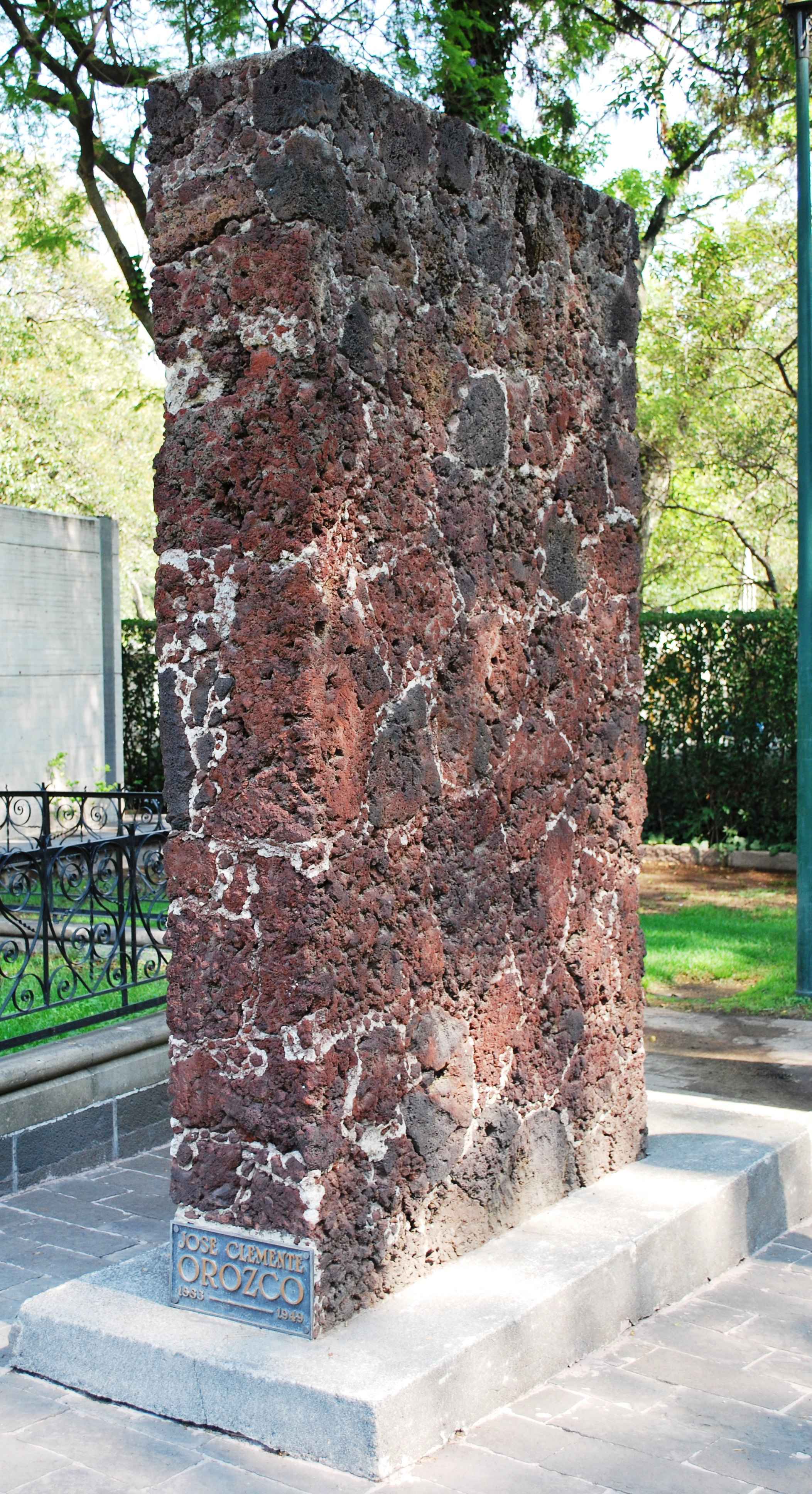
Sepulcro de José Clemente Orozco en la Rotonda de las Personas Ilustres.

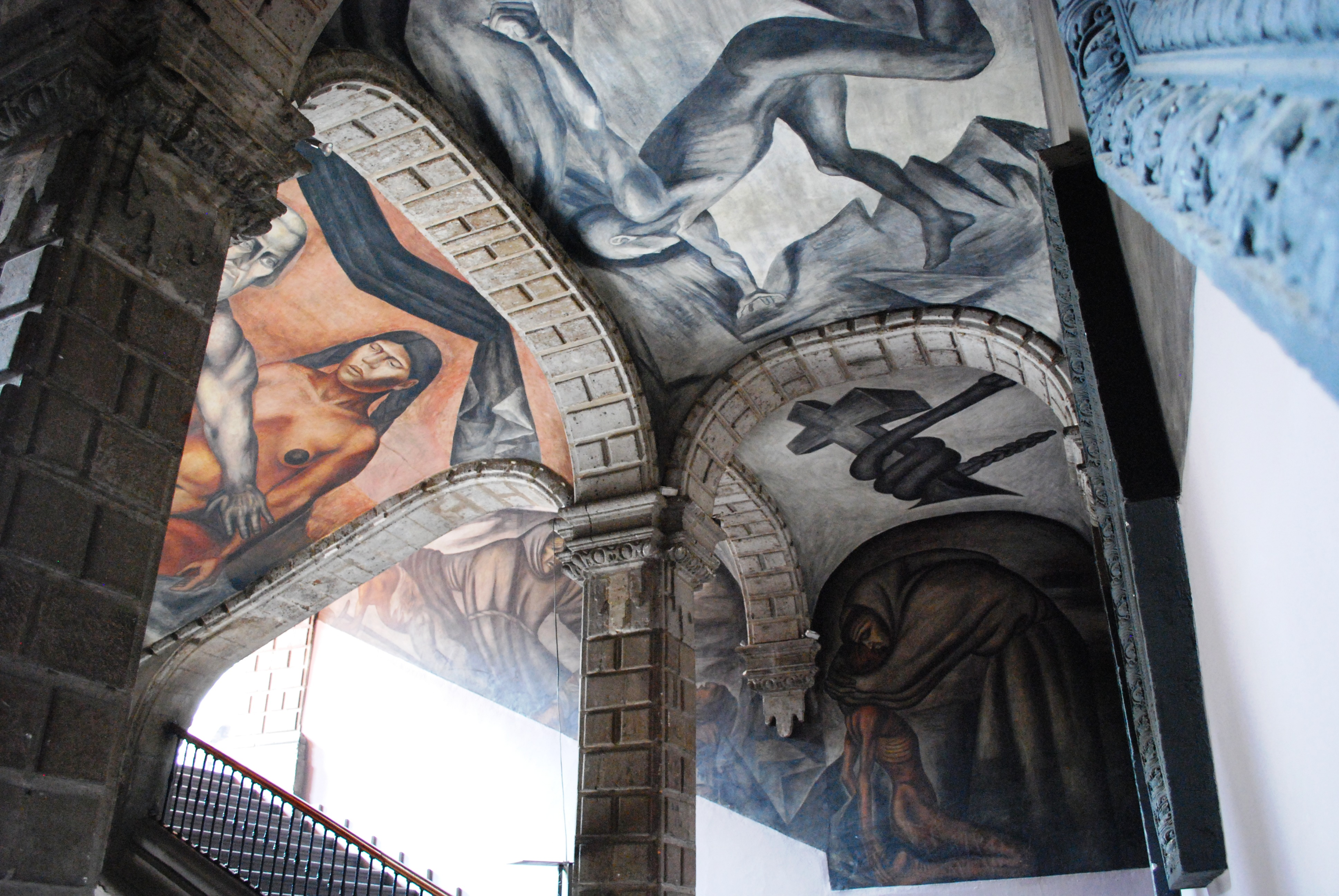
Murales en el Antiguo Colegio de San Ildefonso

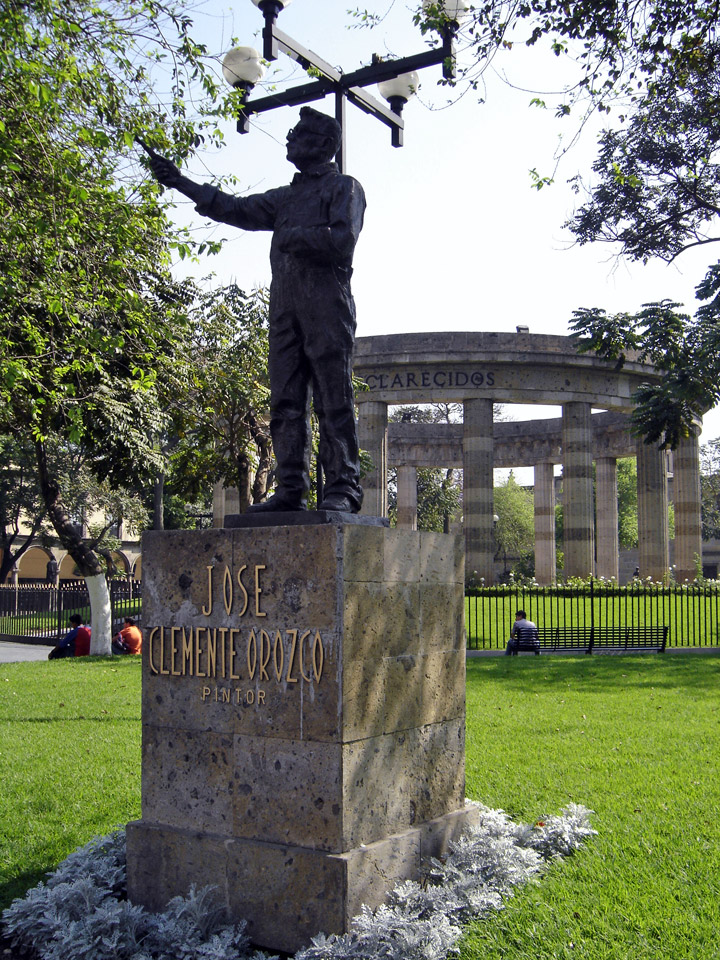
Monumento a José Clemente Orozco en la Rotonda de los Jaliscienses Ilustres.

Su obra se enmarca en el grupo de pintores y muralistas mexicanos, junto a Diego Rivera y David Alfaro Siqueiros. Estos muralistas mexicanos anticiparon las tendencias neorrepresentativas o neoicónicas que se dieron hacia 1960. 
A diferencia de Rivera y Siqueiros, Orozco retrata la condición humana de forma apolítica; se interesa por valores universales y no insiste tanto en valores nacionales, de ahí que sus imágenes más características comuniquen la capacidad del hombre de controlar su destino y su libertad ante los efectos determinantes de la historia, la religión y la tecnología. 

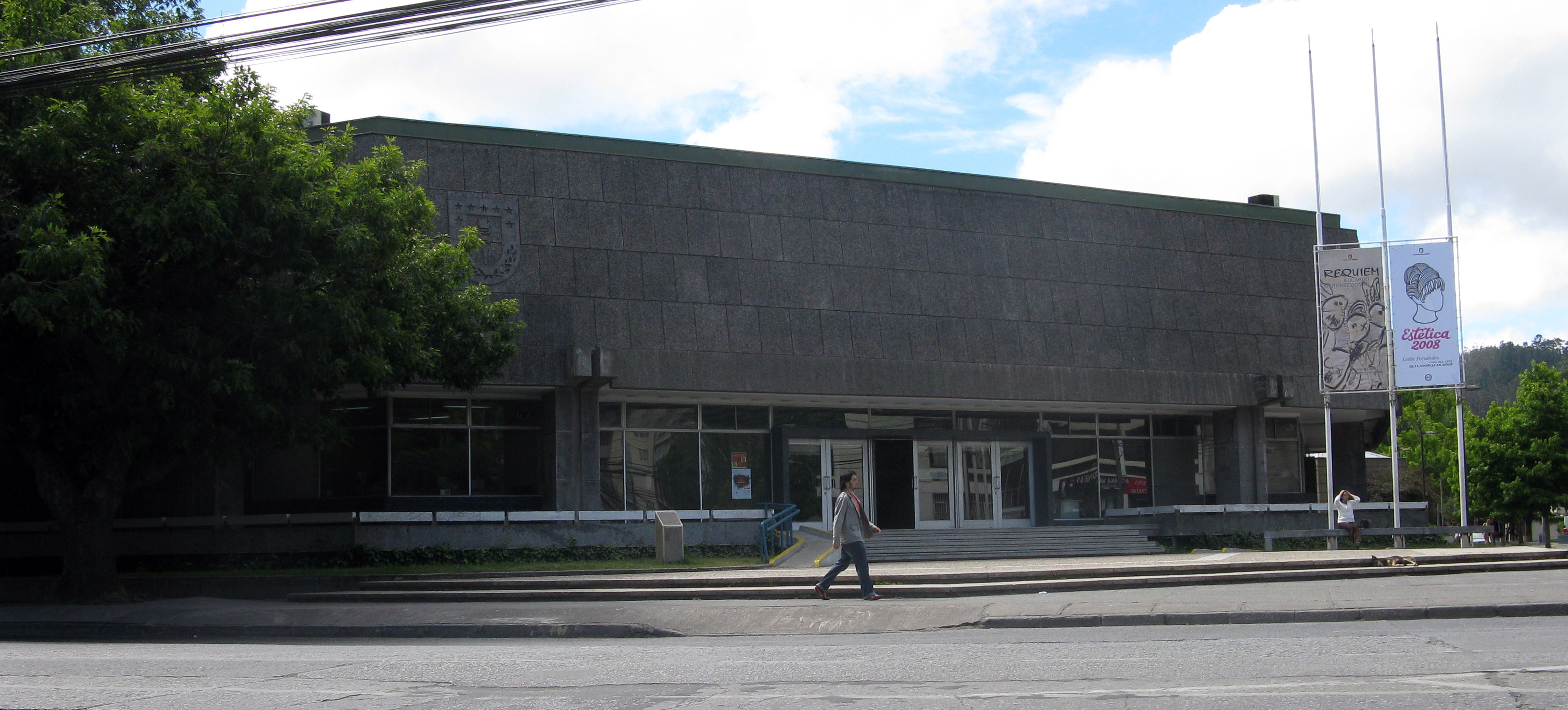
Frontis de la Casa del Arte José Clemente Orozco, construida en Chile en 1963

 El afán de lograr en sus cuadros recios efectos emotivos dio a sus obras simplicidad de línea y color y les prestó audacia en la interpretación de motivos contemporáneos y valores sociales.

En 1947, el escritor y animador cultural Antonio Castro Leal resumió así el legado de Orozco:
No es Orozco un pintor fácil y consolador, sedante y complaciente; todo el gran arte de nuestro tiempo perdió ya, acaso para siempre, esas características. Nuestro mundo está en el centro de un remolino de inquietudes ante la amenaza de la negación y del vacío. Este mundo tan revuelto, tan confuso y trágico, en ningún pintor de nuestro tiempo alcanza expresión más desgarradora e inquietante que en José Clemente Orozco. 

## Lista de obra mural
Los títulos están tomados de José Clemente Orozco: Pintura y verdad. La técnica de todos es fresco, salvo cuando se mencione otra cosa.

### 1923-1924; 1926-1927. Escuela Nacional Preparatoria
Edificio que funcionó como Escuela Nacional Preparatoria de 1868 a 1982, actualmente Antiguo Colegio de San Ildefonso, Ciudad de México.
Planta baja
- El banquete de los ricos
- La trinidad revolucionaria
- La huelga
- La trinchera
- La destrucción del viejo orden
- Maternidad

Primer piso
- La ley y la justicia
- El Juicio Final
- La libertad
- El acecho
- Basura social
- Alcancía
- Los aristócratas

Segundo piso
- Mujeres
- Sepulturero
- La bendición
- Trabajadores
- La despedida
- La familia revolucionaria

Escaleras, bóvedas y paneles menores
- Hombres que beben agua
- Los ingenieros
- Cruz y serpiente
- Juventud
- Hueso
- Cortés y la Malinche
- Razas aborígenes (1 y 2)
- Constructores
- Franciscanos (1, 2 y 3)

Murales destruidos por el propio artista en 1926
- La trinidad revolucionaria (primera versión)
- Cristo destruyendo su cruz (sólo se conserva la cabeza de Cristo)
- Los elementos
- Tzontémoc
- Tropas defendiendo a un banco contra los huelguistas
- La lucha del hombre con la naturaleza

### 1925.Omnisciencia
Casa de los Azulejos, Ciudad de México.

### 1926.Revolución social
También llamado La reconstrucción nacional, en la Escuela Industrial de Orizaba, hoy palacio municipal de Orizaba, Veracruz.

### 1930.Prometeo
Frary Hall, Pomona College, Claremont, California.
- Prometeo (arco central)
- Zeus, Hera e Io (panel izquierdo)
- El caos y los monstruos (panel derecho)
- Plafón

### 1930-1931. New School for Social Research
New School for Social Research, Nueva York.
- Lucha en el oriente: esclavitud-imperialismo-Gandhi (nacionalismo)
- Mesa de la confraternidad universal
- Lucha en el occidente: Carrillo Puerto-Yucatán (socialismo); Unión Soviética (comunismo)
- Regreso al hogar del obrero del nuevo día
- Ciencia, trabajo y arte

### 1932-1934.Épica de la civilización americana
Biblioteca Baker, Dartmouth College, Hanover, New Hampshire.
- Migración
- Serpientes y lanzas
- Antiguo sacrificio humano
- Guerreros aztecas
- La llegada de Quetzalcóatl
- La edad de oro precolombina
- La partida de Quetzalcóatl
- La profecía
- Tótem (1 y 2)
- Hombre industrial moderno
- Liberación del hombre de la vida mecanizada a la vida creativa
- Imágenes de máquina (1 y 2)
- Cortés y la cruz
- La máquina
- Angloamérica
- Hispanoamérica
- Dioses del mundo moderno
- Símbolos del nacionalismo
- Sacrificio humano moderno
- Migración moderna del espíritu
- Cadenas del espíritu

### 1934.Catarsis
También a veces llamado Katharsis. Palacio de Bellas Artes, Ciudad de México.

### 1936. Paraninfo de la Universidad de Guadalajara
Paraninfo (hoy llamado Paraninfo Enrique Díaz de León) de la Universidad de Guadalajara. Hoy es parte del Museo de las Artes de la Universidad de Guadalajara, Jalisco.
- Obreros y soldado (muro izquierdo)
- El pueblo y los líderes (muro central de fondo)
- Los miserables (muro derecho)
- El hombre [también llamado El hombre creador y rebelde[30]] (cúpula)

### 1936-1937. Palacio de Gobierno del Estado de Jalisco
Palacio de Gobierno del Estado de Jalisco, Guadalajara.
- Las fuerzas tenebrosas (muro izquierdo)
- Las luchas fratricidas (muro frontal)
- Hidalgo [Hidalgo incendiario] (techo de escalinata)
- Las víctimas (muro trasero)
- El circo contemporáneo [Circo político o El carnaval de las ideologías[31]] (muro derecho)

### 1937-1939. Hospicio Cabañas
Antigua capilla del hospicio fundado en Guadalajara en 1810 por el obispo Juan Cruz Ruiz de Cabañas. Desde 1980 es el Instituto Cultural Cabañas. Orozco pintó 57 superficies repartidas del siguiente modo:
Nave poniente, muro testero
- Frailes [Misioneros][33]
- Mural decorativo

Nave poniente, muro norte
- Sacrificio humano
- La ciudad en llamas [Incendio]

Nave norte, muro poniente
- Lo desconocido [La Guadalajara adolescente]
- Lo científico [La rueda del tiempo]
- Lo barroco o banal [Palacio de Gobierno de Jalisco]

Nave norte, muro testero
- Mural decorativo
- Cervantes y El Greco [España y la nueva cultura]

Nave norte, muro oriente
- Lo trágico [La acción demoledora de la conquista]
- Lo religioso [Torre de San Felipe]
- Lo conquistado [Fundación de Guadalajara]

Nave oriente, muro norte
- Carabela [Las carabelas 1]
- Danzas rituales [Danza previa al sacrificio]

Nave oriente, muro testero
- Guerreros
- Mural decorativo

Nave oriente, muro sur
- Carabela [Las carabelas 2]
- Danzas rituales [Danza previa al sacrificio]

Nave sur, muro oriente
- La caridad [Obispo Cabañas]
- La humanidad doliente [Una multitud miserable]
- Los demagogos [Demagogos]

Nave sur, muro testero
- Mural decorativo
- Conquistadores [Conquistadores cubiertos de armaduras]

Nave sur, muro poniente
- Los dictadores [El desfile obrero]
- La masa militarizada [La deshumanización]
- El despotismo [El capataz sin rostro]

Nave poniente, muro sur
- Alegoría
- Antropofagia ritual [Antropofagismo]

Nave poniente, bóveda
- Huichilobos [La Coatlicue]

Nave norte, bóvedas
- La España de Carlos V [El caballo mecanizado]
- La belicosidad [La lucha entre conquistadores]
- Cortés [Hernán Cortés]

Nave sur, bóvedas
- Franciscano [La evangelización]
- Los caballos en la Conquista [El caballo bicéfalo]
- Felipe II

Nave oriente, bóveda
- La religiosidad americana [La confusión de las religiones]

Pechinas
- El esfuerzo humano (1)
- El esfuerzo humano (2)
- El esfuerzo humano (3)
- El esfuerzo humano (4)

Medio casquete bajo el tambor de la cúpula
- La agricultura
- La cerámica
- Torso (1)
- Las artes tipográficas
- La escultura
- La arquitectura
- Integración de las artes (1)
- El teatro
- La pintura
- Torso (2)
- Pintura mural
- La navegación
- La aeronavegación
- La herrería
- Integración de las artes (2)
- La ingeniería

Cúpula
- El hombre [El hombre de fuego] (popularmente llamado “El hombre en llamas”)

### 1940.Dive Bomber and Tank
El título se refiere a un avión bombardero en picada y a un tanque de guerra. Museum of Modern Art, Nueva York.

### 1940.Alegoría de la mexicanidad
Biblioteca Pública Gabino Ortiz, Jiquilpan, Michoacán.
Muros a la izquierda
- La masa
- Fusilado
- Combate
- Las acordadas

Muro del ábside (centro)
- Alegoría de la mexicanidad

Muros a la derecha
- Las fuerzas brutas
- Fusilamiento
- La masa
- Después del combate

Muro de la entrada
- Alegoría

### 1941. Suprema Corte de Justicia de la Nación
Vestíbulo de pasos perdidos en la sede de la Suprema Corte de Justicia de la Nación, en la calle Pino Suárez número 2, Ciudad de México.
- La justicia (muro izquierdo)
- Las riquezas nacionales
- La justicia (muro derecho)
- El movimiento social de los trabajadores

### 1942-1944.Apocalipsis
Templo de Jesús Nazareno, Ciudad de México. Ciclo inconcluso de murales.
- Muro del coro [el dolor humano; la Pietà[34]]
- Bóveda del coro [la Divinidad; ángeles; el Demonio atado; Satán desatado]
- Bóveda de la nave [la Gran Meretriz y la Bestia; la guerra; la humanidad; los cuatro jinetes; plaga de langostas; masas metálicas]

### 1945. Turf Club
Sede de la organización privada Turf Club, kilómetro 16 de la carretera a Toluca, actual alcaldía Álvaro Obregón, Ciudad de México. Los murales son desmontables y transportables, y hoy han sido trasladados a diferentes colecciones.
- La buena vida (piroxilina sobre masonite; originalmente en el comedor)
- La fiesta de los instrumentos (duco sobre masonite; originalmente en el bar)
- La otra familia del fauno y la sirena (originalmente en un salón chico)

### 1945.La primavera
Mural relativamente pequeño (165 × 325 cm) realizado para la residencia del Dr. José Moreno en el barrio de San Jerónimo, Ciudad de México. Actualmente está en el Museo de Arte Moderno, Ciudad de México.

### 1947-1948. Escuela Nacional de Maestros
Escuela Nacional de Maestros, hoy Escuela Normal Superior, Ciudad de México. 
- Alegoría nacional (muro parabólico a la intemperie en el Teatro al Aire Libre; pintura al silicato de etilo y con incrustaciones de aluminio, acero y latón)
- El pueblo se acerca a las puertas de la escuela (vestíbulo)
- Derrota y muerte de la ignorancia (vestíbulo)

### 1948.Retrato de don Benito Juárez y alegoría histórica de laReforma
Este mural también ha recibido otros títulos: La Reforma y la caída del Imperio, Juárez y la derrota del Imperio y Juárez redivivo. Museo Nacional de Historia, Castillo de Chapultepec, Ciudad de México.

### 1948-1949.La gran legislación revolucionaria mexicana
Antigua sede de la Cámara Legislativa del Estado de Jalisco en el edificio del Palacio de Gobierno de Jalisco. 
A la muerte del artista, dos nuevos murales sin título quedaron inconclusos: uno en la sala de conciertos del Conservatorio Nacional de Música y otro en la Unidad Multifamiliar Presidente Alemán, ambos en la Ciudad de México.

## Estilo
Su estilo está fundado en un realismo de carácter expresionista, conscientemente ligado a las viejas tradiciones artísticas mexicanas, de violento dinamismo y amplísima factura. 
Mostró gran interés por los temas sociales, por ello sus obras reflejaban la cotidianidad del mundo subalterno, cabarets, bares. Sus temas preferidos eran la historia de México, la historia precolombina y la crítica al mundo contemporáneo. 
En cuanto a su técnica de pintura, tomó del barroco el uso del claroscuro para dar dramatismo, al igual que las grandes diagonales en las composiciones grupales. Resaltó la geometrización en sus figuras y empleó tanto la monumentalidad como el gigantismo en sus obras.

Orozco fue un pintor comprometido con las causas sociales, en las que plasmó un realismo ferozmente impresionante. Para él, el muralismo es la forma más desinteresada de hacer arte, porque no puede hacerse de ella un uso particular, sino que tiene una trascendencia social. Es, por lo tanto, el arte más puro y derecho para que el pueblo lo vea y lo confronte.

## Galería fotográfica

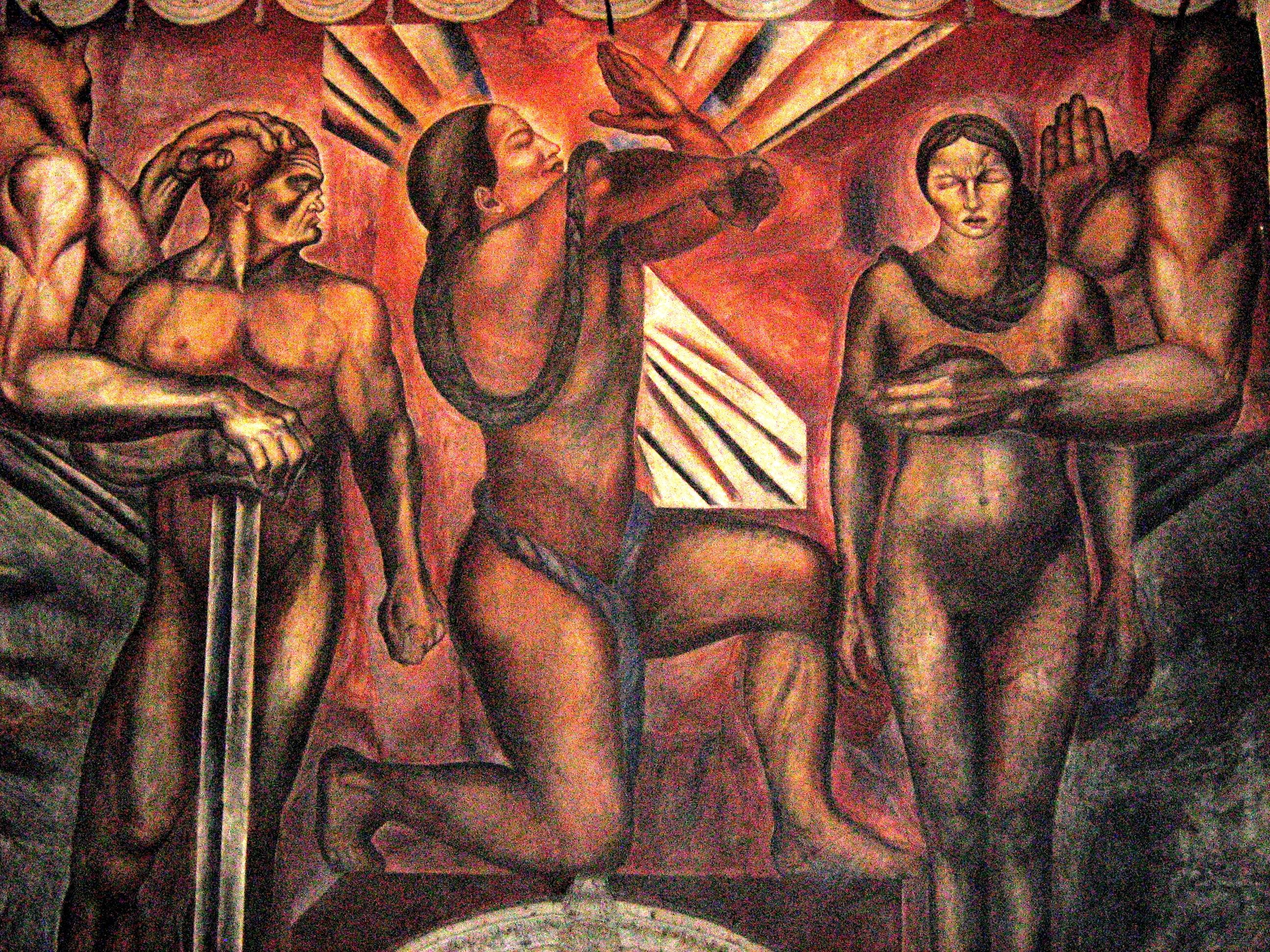
Mural Omnisciencia, 1925.
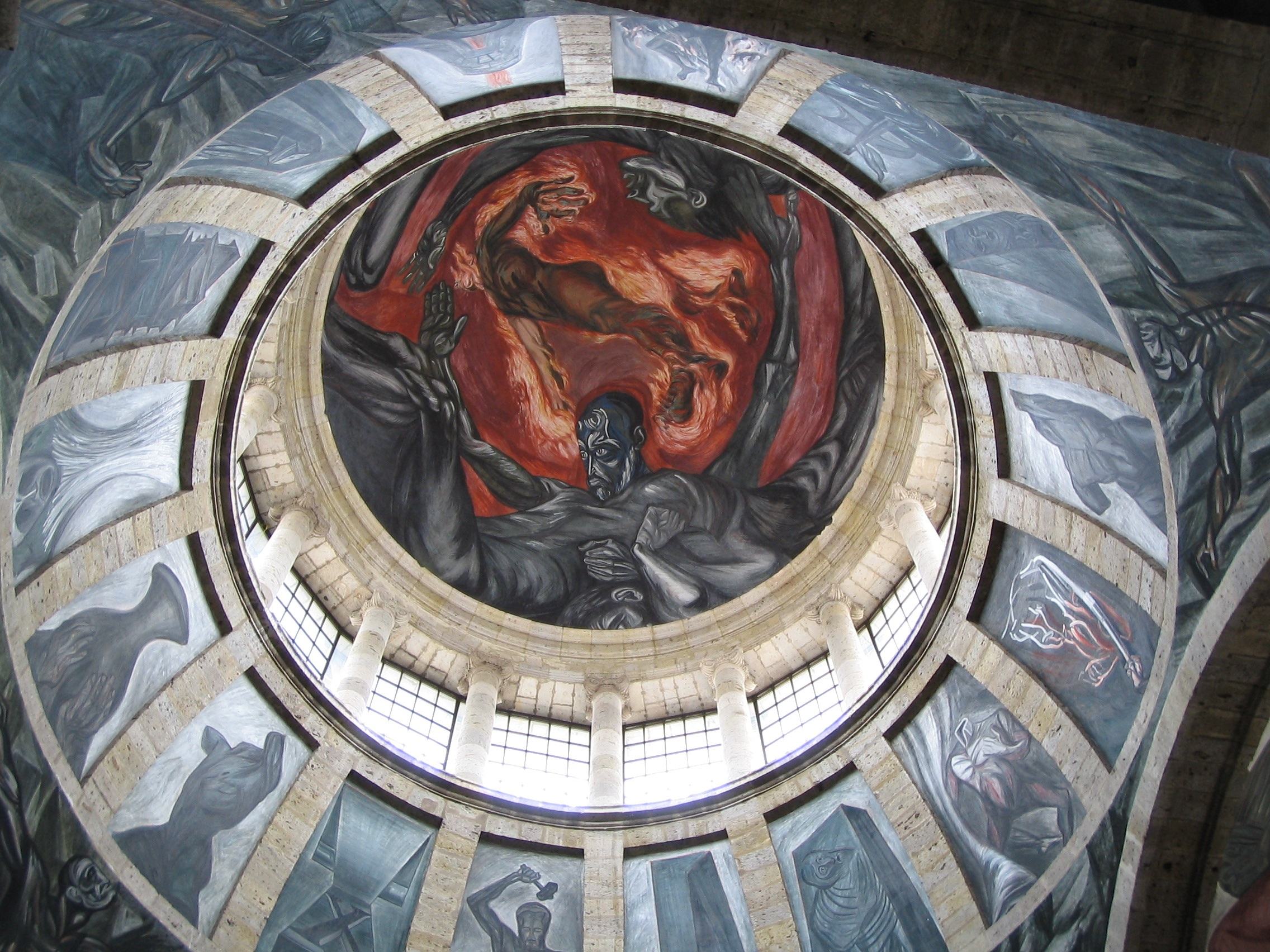
El hombre en llamas, en la bóveda del Hospicio Cabañas.
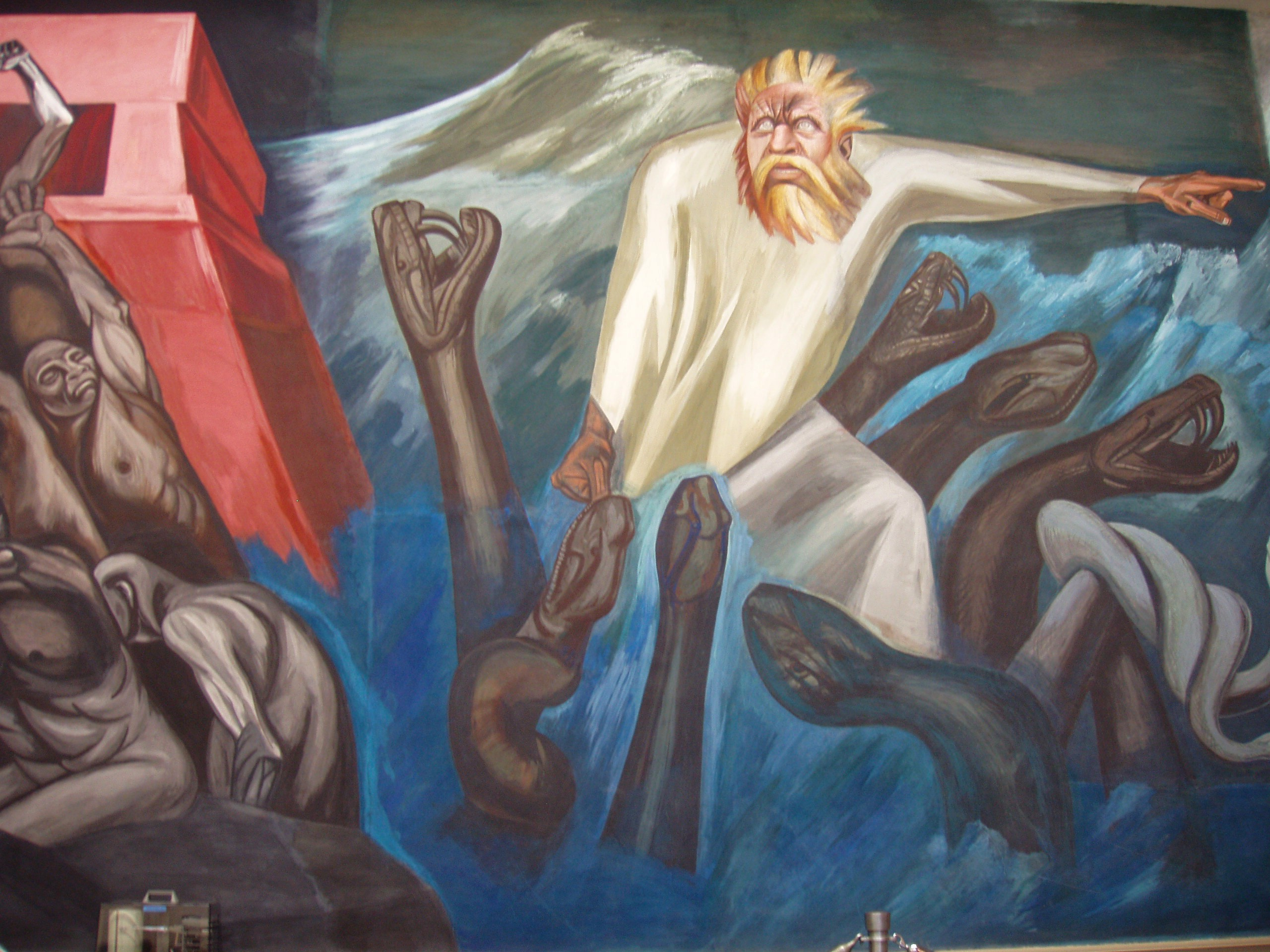
Mural en la Baker Library, Dartmouth College.
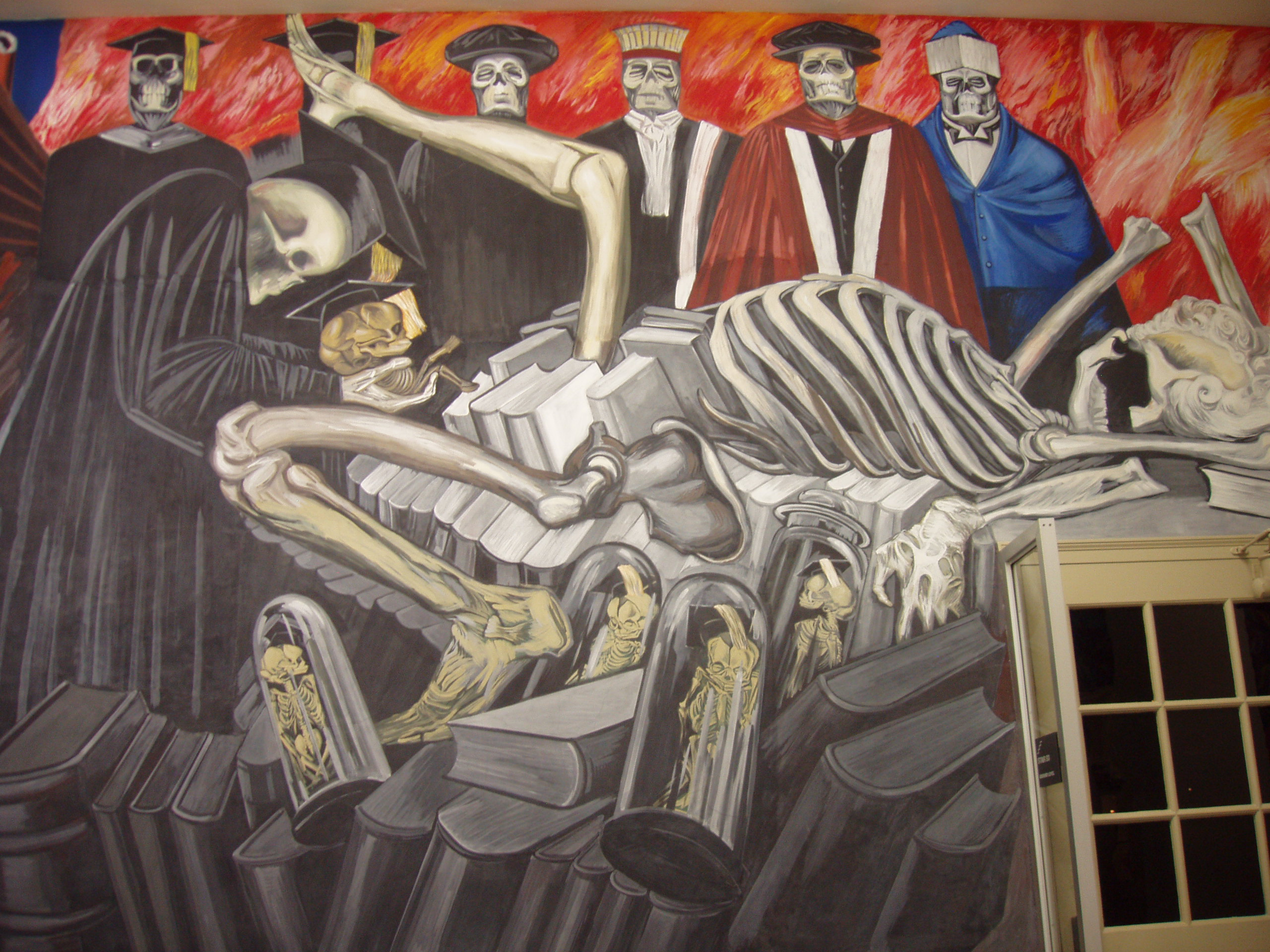
Mural en la Baker Library, Dartmouth College.
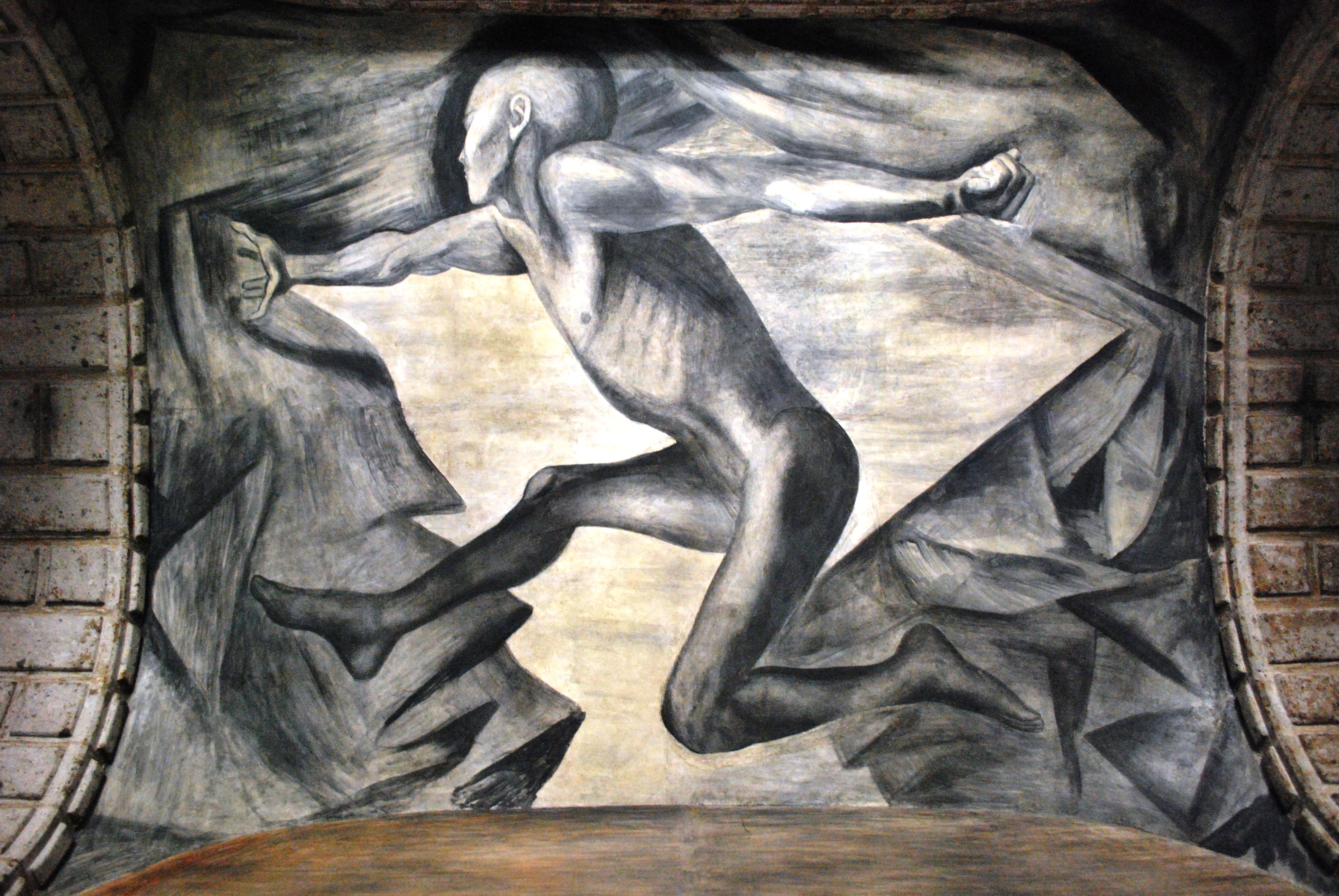
Juventud en el Antiguo Colegio de San Ildefonso.
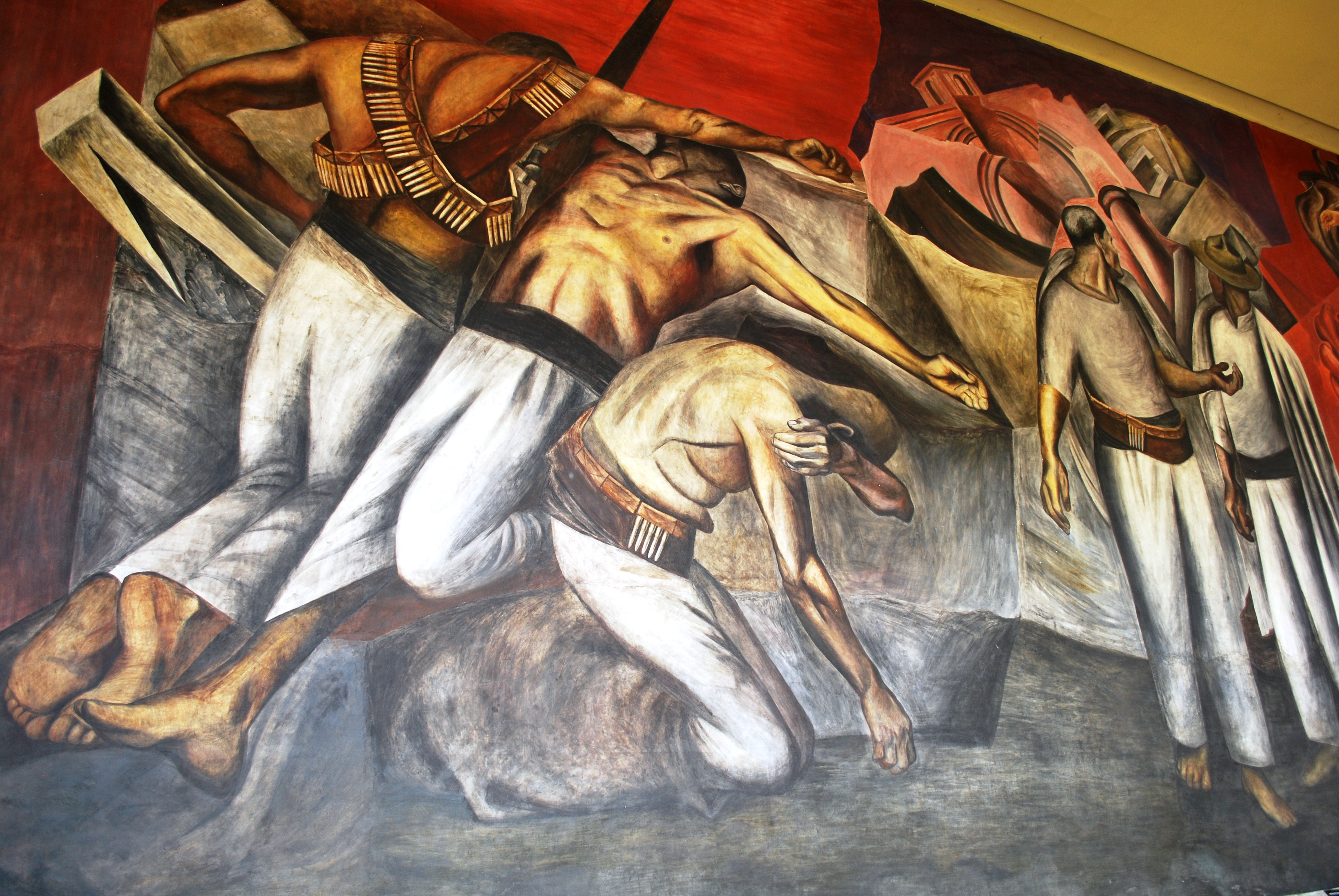
La trinchera en el Antiguo Colegio de San Ildefonso.
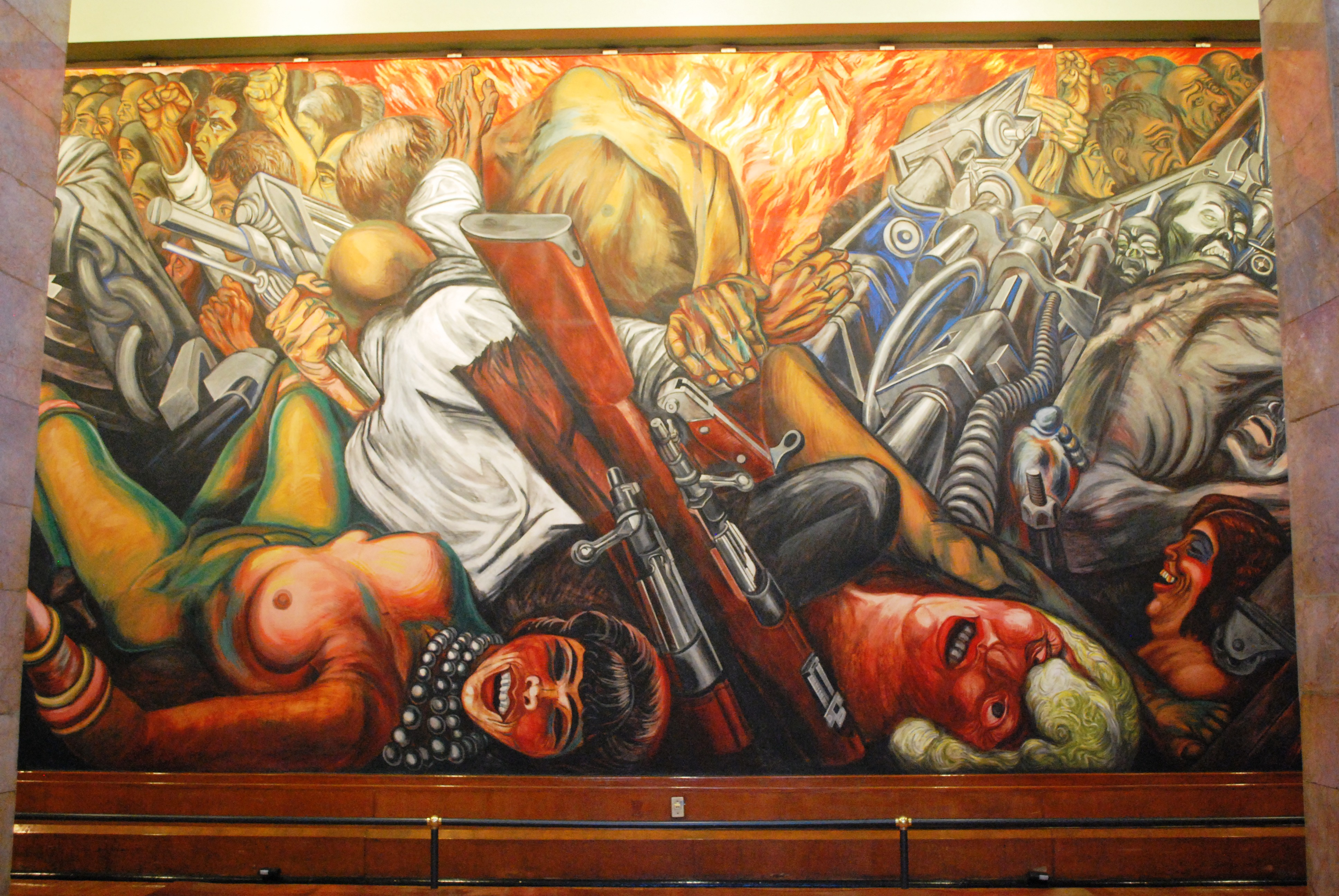
Catarsis en el Palacio de Bellas Artes.
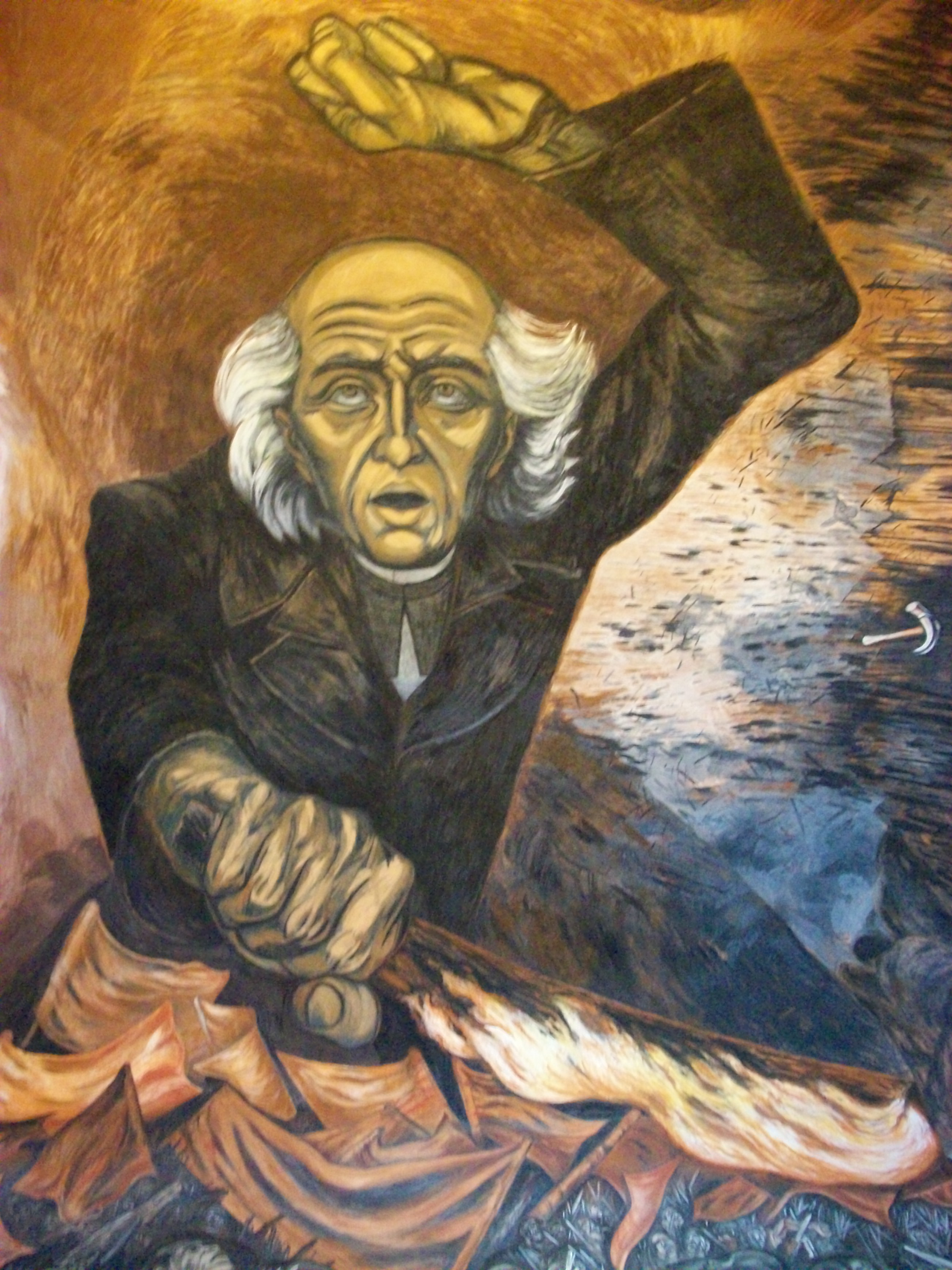
Hidalgo incendiario en el Palacio de Gobierno de Jalisco, en Guadalajara, Jalisco.
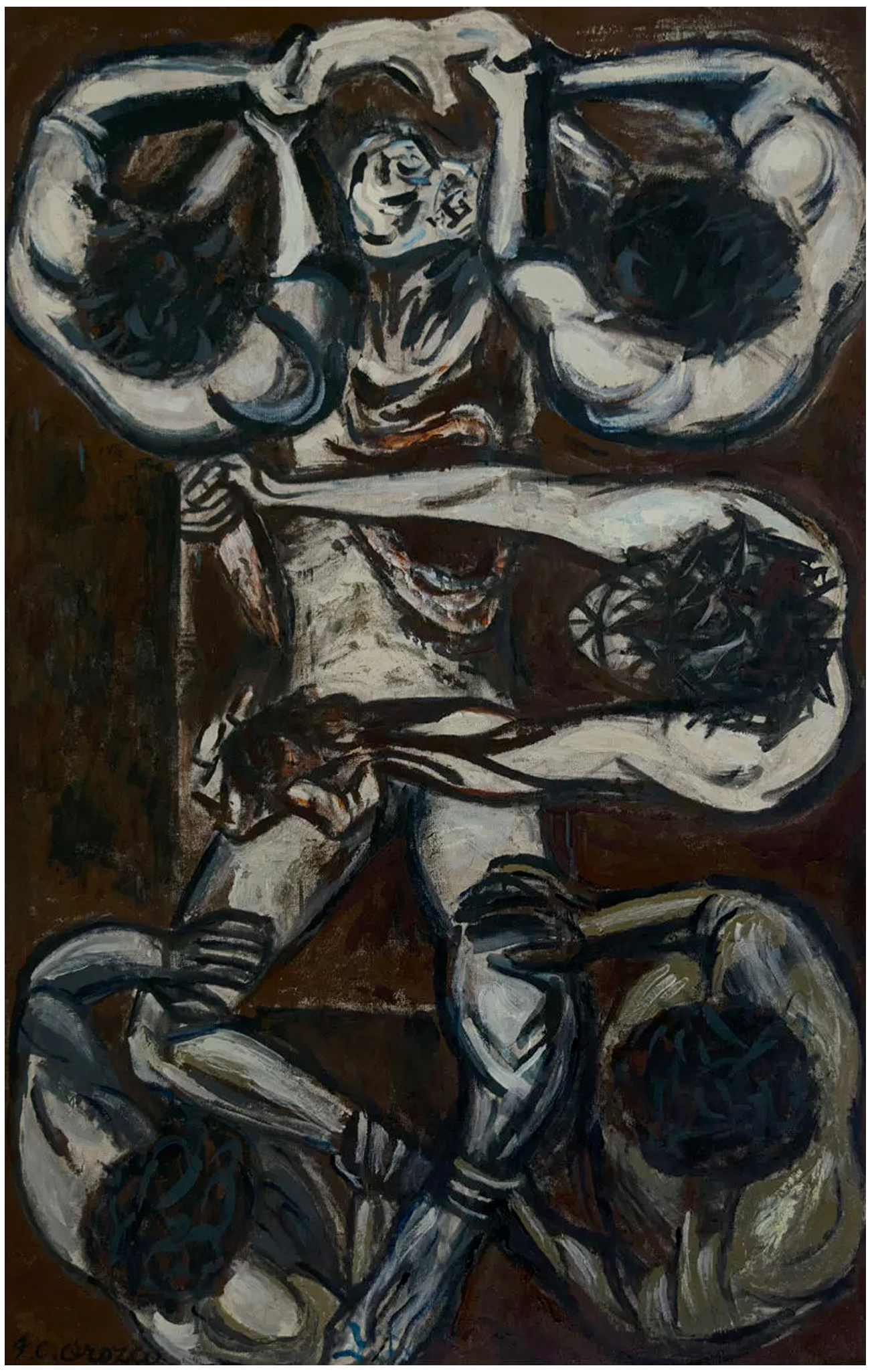
Óleo Sacrificio humano, Colección Banamex
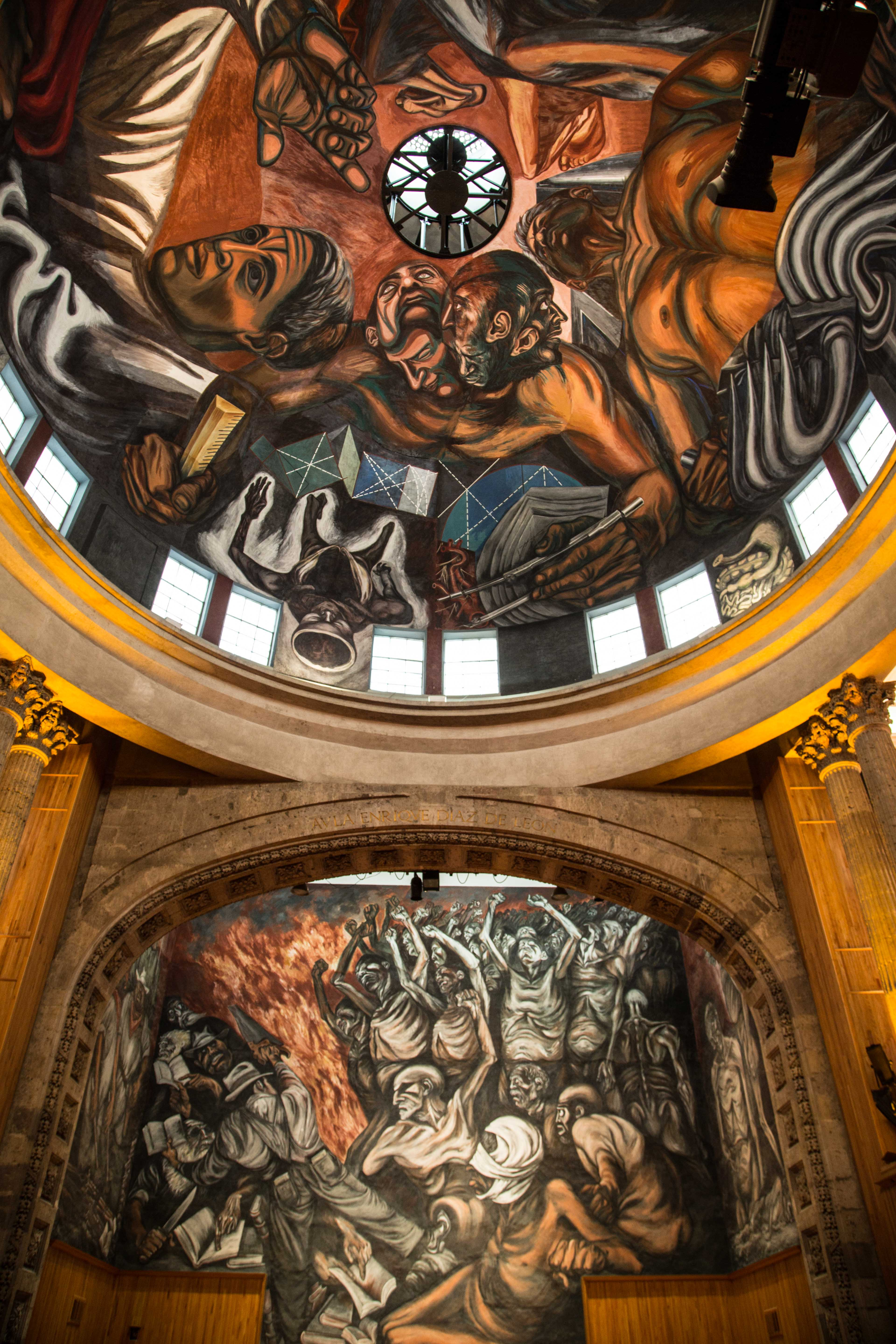
Murales El hombre creador y rebelde y El pueblo y sus falsos líderes del Paraninfo Enrique Díaz de León en el Museo de las Artes de la Universidad de Guadalajara en Guadalajara, Jalisco
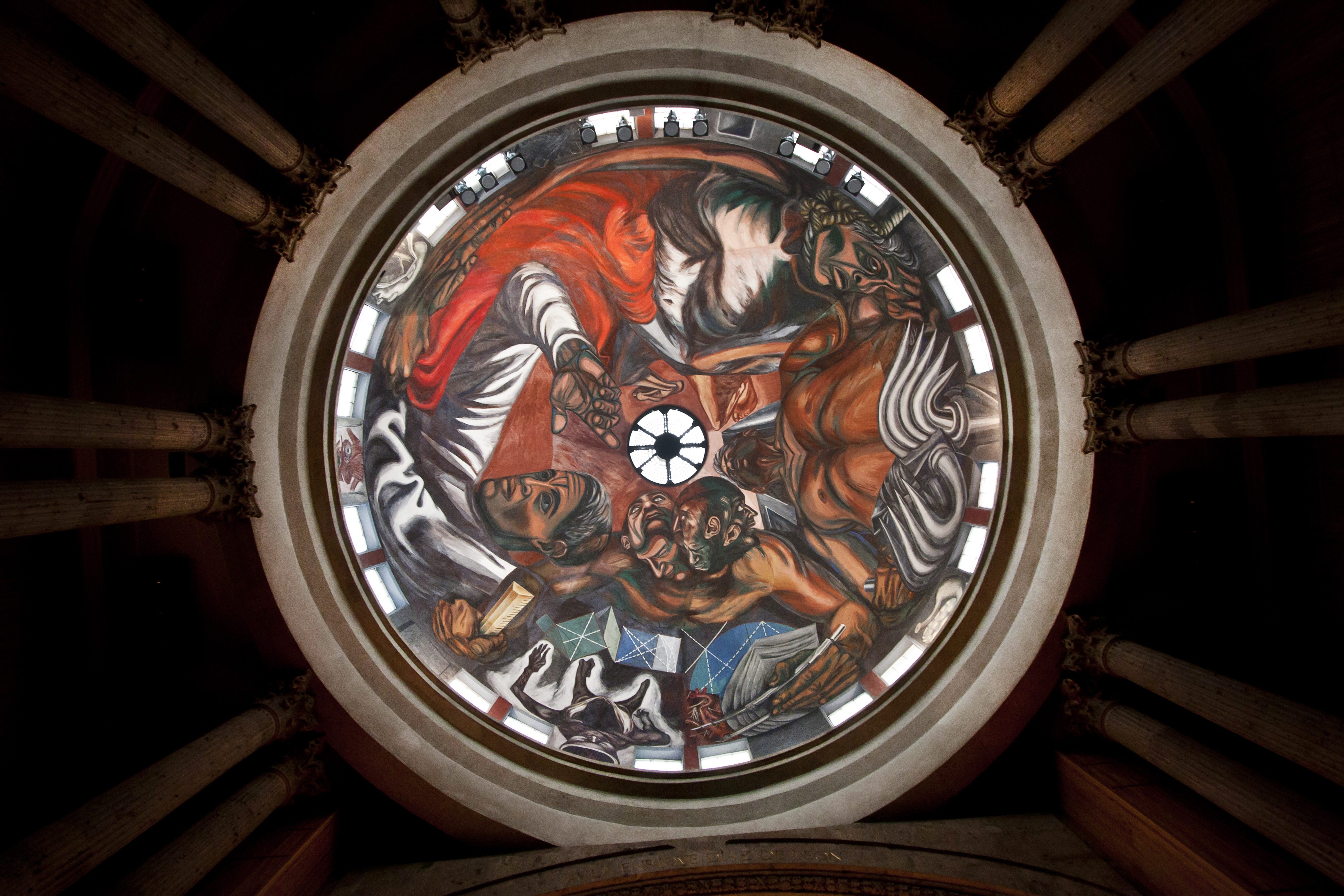
Mural El hombre creador y rebelde en la cúpula del Paraninfo Enrique Díaz de León del Museo de las Artes de la Universidad de Guadalajara en Guadalajara, Jalisco.
Mural El pueblo y sus falsos líderes en los muros del estrado del Paraninfo Enrique Díaz de León del Museo de las Artes de la Universidad de Guadalajara en Guadalajara, Jalisco.